# Salim Sdiri
Salim Sdiri (Ajaccio, 26 ottobre 1978) è un lunghista francese, detentore del record nazionale outdoor (8,42 m) e indoor (8,27 m).

## Biografia

### Infortunio
Il 13 luglio 2007, durante la IAAF Golden League all'Olimpico di Roma, l'atleta francese è stato colpito da un giavellotto lanciato da Tero Pitkämäki. Salim è stato subito ricoverato, non riportava ferite mortali, ma piuttosto gravi.

### Ritorno in pista
Nonostante l'infortunio e il lungo stop, Salim ha deciso di ricominciare ad allenarsi in vista delle Olimpiadi a Pechino nel 2008. È riuscito a qualificarsi, non ottenendo però grandi risultati. Il 12 giugno 2009, però, batte il record nazionale francese di Kader Klouche con 8,42 metri.

## Palmarès
| Anno | Manifestazione           | Sede              | Evento         | Risultato | Prestazione | Note |
| ---- | ------------------------ | ----------------- | -------------- | --------- | ----------- | ---- |
| 2002 | Europei                  | Monaco di Baviera | Salto in lungo | 7º        | 7,78 m      |      |
| 2003 | Mondiali indoor          | Birmingham        | Salto in lungo | 7º        | 7,63 m      |      |
| 2004 | Giochi olimpici          | Atene             | Salto in lungo | 12º       | 7,94 m      |      |
| 2005 | Giochi del Mediterraneo  | Almería           | Salto in lungo | Oro       | 8,05 m      |      |
| 2005 | Mondiali                 | Helsinki          | Salto in lungo | 5º        | 8,21 m      |      |
| 2005 | Giochi della Francofonia | Niamey            | Salto in lungo | Oro       | 7,98 m      |      |
| 2007 | Europei indoor           | Birmingham        | Salto in lungo | Bronzo    | 8,02 m      |      |
| 2008 | Mondiali indoor          | Valencia          | Salto in lungo | 9º (q)    | 7,78 m      |      |
| 2008 | Giochi olimpici          | Pechino           | Salto in lungo | 21º (q)   | 7,81 m      |      |
| 2009 | Europei indoor           | Torino            | Salto in lungo | 10º       | 7,92 m      |      |
| 2009 | Giochi del Mediterraneo  | Pescara           | Salto in lungo | Oro       | 8,29 m      |      |
| 2009 | Mondiali                 | Berlino           | Salto in lungo | 6º        | 8,07 m      |      |
| 2010 | Mondiali indoor          | Doha              | Salto in lungo | 4º        | 8,01 m      |      |
| 2010 | Europei                  | Barcellona        | Salto in lungo | 4º        | 8,20 m      |      |
| 2011 | Europei indoor           | Parigi            | Salto in lungo | 9º        | 7,88 m      |      |
| 2011 | Mondiali                 | Taegu             | Salto in lungo | 28º (q)   | 7,58 m      |      |
| 2012 | Europei                  | Helsinki          | Salto in lungo | 12º       | 7,48 m      |      |
| 2012 | Giochi olimpici          | Londra            | Salto in lungo | 23º (q)   | 7,71 m      |      |
| 2013 | Mondiali                 | Mosca             | Salto in lungo | 21º (q)   | 7,64 m      |      |
| 2014 | Europei                  | Zurigo            | Salto in lungo | 15º (q)   | 7,74 m      |      |

## Altre competizioni internazionali
2006
- Coppa Europa di atletica leggera ( Malaga)

2007
- Coppa Europa di atletica leggera ( Monaco di Baviera)